# Cesja żółtosmużka
Cesja żółtosmużka, cezja żółtosmużka (Pterocaesio chrysozona) – gatunek morskiej ryby okoniokształtnej z rodziny cesjowatych (Caesionidae).
Epitet gatunkowy żółtosmużka nawiązuje do żółtej smugi biegnącej na każdym z boków ciała od oka do nasady płetwy ogonowej. Głowa i grzbiet ciała są niebieskie, a końce płatów płetwy ogonowej czarne.
Występuje w przybrzeżnych wodach Indo-Pacyfiku – od Morza Czerwonego i wybrzeży Afryki Wschodniej po zachodnią Australię i Nową Kaledonię. Jest szeroko rozprzestrzeniona wokół raf koralowych, gdzie przebywa w dużych ławicach, często tworzonych przez różne gatunki cesjowatych. Cesja żółtosmużka dorasta do około 20 cm długości całkowitej. Żywi się zooplanktonem.
Ryby z tego gatunku mają umiarkowane znaczenie w rybołówstwie jako ryby konsumpcyjne. Ich mięso jest smaczne. Są też cenione jako przynęty na tuńczyki.